# Musical Bones
Musical Bones è un album reggae del gruppo musicale giamaicano The Upsetters, registrato nel 1975 negli studi di registrazione Black Ark, prodotto da Lee "Scratch" Perry e distribuito dall'etichetta discografica DIP nel 1975 su LP.
In origine l'album uscì senza tracklist e in poche centinaia di copie. È parte di una trilogia di Perry, comprendente anche Kung Fu Meets the Dragon e Return of Wax.

## Ristampe
L'album è stato ridistribuito nel 1997 dalla Justice League sia su LP che su CD con alcune bonus tracks.
L'album è stato anche pubblicato, a nome di Vin Gordon & The Upsetters, su Dubstrumentals, un doppio CD del 2005 su etichetta Trojan Records e contenente tre storici album reggae/dub pubblicati da Lee Perry nel 1975: Kung Fu Meets the Dragon, Return of Wax e Musical Bones.

## Tracce

### Lato A
1. Coco-Macca
2. Fly Away
3. The Message
4. Licky-Licky
5. Labrish

### Lato B
1. Quinge-Up
2. Raw-Chaw
3. 5 Cardiff Crescent[3]
4. Four of a Kind
5. Voodoo Man

## Musicisti
- Produttore: Lee Perry
- Band di supporto: The Upsetters
- Batteria: Mikey "Boo" Richards, Anthony "Ben Bow" Creary
- Basso: Boris Gardiner
- Chitarra: Earl "Chinna" Smith, Geoffrey Chung
- Organo: Winston Wright
- Fiati: Bobby Ellis, Richard "Dirty Harry" Hall
- Trombone: Vin Gordon
- Percussioni: Noel "Skully" Simms, Lee Perry